# Jovibarba
Jovibarba  es un género de plantas  perteneciente a la familia Crassulaceae.

## Taxonomía
El género fue descrito por (DC.) Opiz y publicado en Seznam Rostlin Kvĕteny České 54. 1852. La especie tipo es: Jovibarba hirta

## Especies
- Jovibarba globifera
- Jovibarba heuffelii
- Jovibarba hirta